# بي إن سبورتس فرنسا
بي إن سبورت  (بالفرنسية: beIN Sports)‏ وتعني كن في الرياضة هي شبكة قنوات مدفوعة الثمن، وفرع لشبكة القنوات القطرية الجزيرة، يقع مقرها في ضواحي العاصمة الفرنسية باريس و تحديداً في مدينة بولون-بيانكور، و تبث في فرنسا، و الولايات المتحدة، و قريباً في روسيا، والمغرب العربي والوطن العربي.
باقة قنوات بي إن سبورت تتكون من قناتين رياضيتين رئيسيتين وهما : بي إن سبورت 1، وبي إن سبورت 2،و بي إن سبورت 3 إضافة إلى مجموعة قنوات بي إن سبورت ماكس التي تضم 8 قنوات (من بي إن سبورت ماكس 4 إلى بي إن سبورت ماكس 10)، حيث تسمح بتغطية العديد من الأحداث الرياضية في وقت واحد. منذ يناير 2013، يدير شبكة بي إن سبورت فلوران أوزو.

في شهر نوفمبر 2012، أعلن رئيس شبكة بي إن سبورت ناصر الخليفي أنه يوجد مليون مشترك مع القناة في فرنسا (أنظر أسفله في قسم "الإشتراكات").

## البث
القنوات الرياضية متاحة بتكلفة 11 يورو في الشهر (14 دولار أمريكي)، على التلفزيون الفضائي والكبلي ودي أس أل. عند انطلاق بث القناة، وجدت القناة على مزود الخدمات بيس تيليفزيون، ثم إنضمت لاحقا إلى كنال سات (في 26 يونيو 2012)، ثم حتى وقتنا هذا توجد القناة في نوميريكابل، أورونج تي في، أس أف أر، بويج تيليكوم، دارتي بوكس، أليس أ دي أس أل، فري.
قناتي بي إن سبورت HD1 و HD2 تبثان في فرنسا فقط على هوت بيرد 13° شرقا، وعلى يوتلسات 5° غربا) و على أسترا 19.2° شرقا. في أقاليم ما وراء البحار، تبث القنوات على بارابول ريونيون، كنالسات ريونيون، أورونج ريونيون، زيوب، كنالسات كاراييب، أورونج كاراييب، ميدياسيرف، لو كابل.

## الإشتراكات
في 10 يونيو 2012، حوالي شهر بعد انطلاق القناة، أكثر من 000 500 مشترك يتم تسجيلهم في بي إن سبورت. و هذا بعدما أعلنت بي إن سبورت في أواخر شهر يونيو أنه سيتم تسجيل 000 400 مشترك في غضون شهر وهذا يعني زيادة 000 100 عن العدد المتوقع.
في سبتمبر 2012، بي إن سبورت تسجل 000 600 مشترك.
و في نوفمبر 2013، أعلن رئيس شبكة بي إن سبورت ناصر الخليفي أن القناة قد تجاوزت حاجز المليون مشترك في فرنسا.

## التاريخ

### التطور
استثمرت بي إن سبورت في مجال كرة القدم بشرائها حقوق بث الدوري الفرنسي الدرجة الأولى بسعر قدره 90 مليون يورو.
و كذلك اشترت القناة حقوق بث مباريات الدوري الإيطالي والدوري الألماني، الدوري الإسباني، كأس الاتحاد الإنجليزي، كأس رابطة الأندية الإنجليزية، كأس ملك إسبانيا، دوري أبطال أوروبا، دوري أوروبا للفترة الممتدة بين 2012 و 2015.
و كذلك فازت القناة بحقوق بث مباريات يورو 2012 ، و يورو 2016. و كذلك اشترت القناة بعض حقوق بث دوري الرغبي. بي إن سبورت 1 بدأت بثها في 1 يونيو 2012، ثم فتحت بي إن سبورت 2 في 27 يوليو 2012. و مجموعة قنوات بي إن سبورت ماكس إنطلق بثهم في 10 أغسطس 2012. المنتج المنفذ لبرامج قنوات بي إن سبورت هي الشركة الإسبانية ميديابرو المتخصصة في البرامج الرياضية. في أكتوبر 2012، أعلنت بي إن سبورت أنها ستبث مباريات الرابطة الوطنية لكرة السلة الأمريكية (NBA). تبث القناة أيضا منافسات ومباريات للعدو والتنس والسباحة والفورمولا 1.

## الشعارات

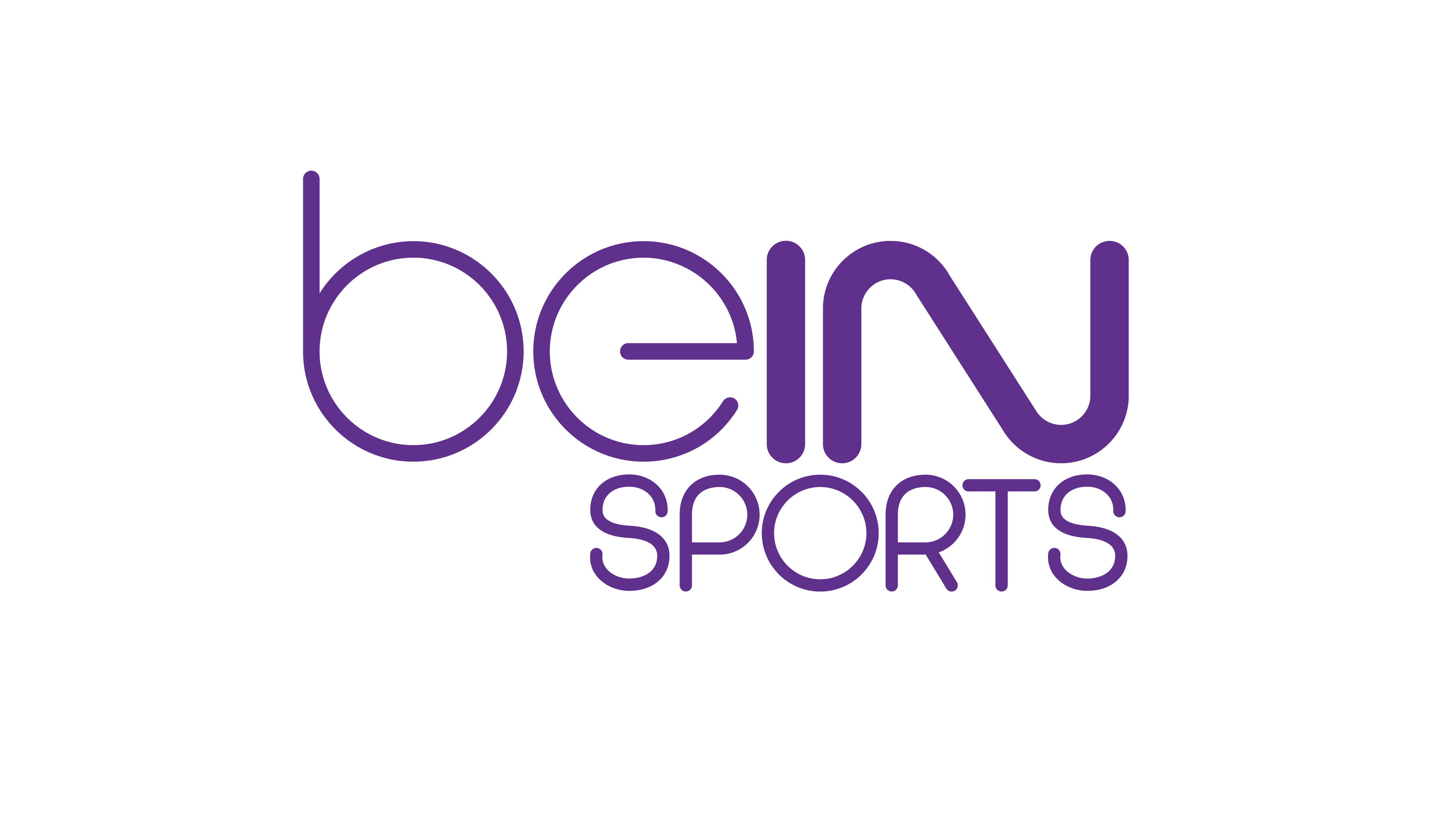
شعار بي إن سبورت
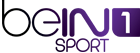
شعار بي إن سبورت 1
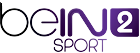
شعار بي إن سبورت 2

العبارات :
- مشروع تم التخلي عنه : «قلبك يدق على إيقاع الرياضة» (بالفرنسية: Ton cœur battra au rythme du sport)
- 1 يونيو 2012 - 5 مارس 2014: «تلفزيون الرياضة بالكامل» (بالفرنسية: La télé totalement sport)
- حاليا: «أكبر العروض» (بالفرنسية: Le plus grand des spectacles)

## البرامج
| - بطولة كأس العالم لكرة القدم 2014. | - بطولة التشيلي المفتوحة للتنس 2013. - بطولة ويمبلدون: من 2014 إلى 2018. - كأس الماسترز للتنس: من 2014 إلى 2018. - دورات الماسترز 1000 نقطة: من 2014 إلى 2018. أغلبها: انديان ويلز، ميامي، مدريد، روما، مونتريال/تورنتو، سينسيناتي، شنغهاي. - بطولات رابطة محترفي التنس 500 نقطة: من 2014 إلى 2018. كلها: روتردام، ريو دي جانيرو، دبي، أكابولكو، برشلونة، هامبورغ، واشنطن، طوكيو، بكين، بازل، فالنسيا. - بطولات رابطة محترفي التنس 500 نقطة: من 2014. جزئيا: الدوحة، شيناي، سيدني، زغرب، فينا دل مار، بوينس آيرس، ديلراي بيتش... - سوبر ليغ. - دوري الرغبي الوطني. - ستايت أوف أوريجين. - كأس العالم لدوري الرجبي. - بطولة إنجلترا لاتحاد الرجبي. - برو 12. - دوري أبطال كرة اليد للرجال : من 2013 إلى 2017. - دوري أبطال كرة اليد للسيدات. - دوري فرنسا لكرة اليد للسيدات. - كأس الدوري الفرنسي لكرة اليد للسيدات : النهائي. - بوندسليغا-كرة يد: من 2013 إلى 2017. - بطولة العالم للكرة الطائرة للرجال : 2014. - بطولة العالم لمكرة الطائرة للسيدات : 2014. | - الألعاب الأولمبية الصيفية 2012 - دورة كرة السلة القبل أولمبية 2012 - كرة اليد في الألعاب الأولمبية الصيفية 2012 - التنس في الألعاب الأولمبية الصيفية 2012 - كرة السلة في الألعاب الأولمبية الصيفية 2012 - لابل بوكس : بث مباريات الملاكمة التاريخية - دوري كرة القدم الأمريكية : المواسم من 2013 إلى 2015 - سوبر بول : المواسم من 2013 إلى 2015 - الرابطة الوطنية لكرة السلة: للمواسم من 2012 إلى 2016. - الدوري الأوروبي لكرة السلة: للمواسم من 2013 إلى 2017. - دوري ماسي (2013). - ميتينغ موسكو : 2012. - ميتينغ زغرب : 2012. - ستراد بيانشي : 2 مارس 2013 - روما ماكسيما : 3 مارس 2013 - تيرينو ادرياتيكو : من 6 إلى 12 مارس 2013 - ميلانو سان ريمو : 17 مارس 2013 - غنت-فيفيلغلام : 24 مارس 2013 - طواف إيطاليا : من 4 إلى 26 مايو 2013 - طواف لومبارديا : 5 أكتوبر 2013 |

## البرامج الدائمة

### برامج على الهواء
- الإكسبريسو : برنامج صباحي من الساعة السادسة إلى التاسعة مقدم من توماس فيلشاز وفانيسا لو موانيي من الإثنين إلى الخميس ثم يقدمه تيبول من الجمعة إلى الأحد.
- لانش تايم : برنامج يبث من الإثنين إلى الجمعة بين الساعة 12:30 و 13:30، يقدمه دارين تولات و يسضيف شخصية مهمة الذي يبدي أرائه حول الرياضة.
- لو كلوب  : برنامج يتمحور أساسا حول كرة القدم يبث من الإثنين إلى الخميس بين الساعة 19:00 و 20:30 من قبل ألكسندر رويز.

### برامج متخصصة
- مولتيبلاكس ليغ 2 : يبث الجمعة من الساعة 19:55 إلى 22:00، يقدمه كريم بناني و يتضمن ملخص مباريات ليغ 2 للأسبوع.
- مولتيبلاكس ليغ 1 : يبث السبت من الساعة 19:55 إلى 22:00، يقدمه كريم بناني وجان بيير بابان يتضمن ملخص مباريات ليغ 1 للأسبوع.
- ديمانش ليغ 1 : يبث الأحد من الساعة العاشرة إلى الحادية عشر وهي إخبارية عن أخبار الليغ 1 لكرة القدم، في البداية كانت صورا فقط ثم أصبح يقدمها من 31 مارس 2013 فلوريان جينتون ولويس فيرنانديز.
- لو غراند ستاد  : يبث الأحد من الساعة 13:50 حتى 23:00، ويقدم مباريات الليغ 1 و مباريات الدوريات الأوروبية، ويقدمه ماري باتروكس وماري بورتولانو.
- لو غراند زاب  : يبث الأحد من الساعة 23:00 حتى منتصف الليل ويعيد النظر في كل برامج بي إن سبورت في لقطات مضحكة.
- أن بي أي إكسترا : من الإثنين إلى الجمعة من الساعة 18:30 إلى 19:00، وتقدم أخبار أن بي أي ويقدمه كزافييه فوسيون، ريمي ريفرشون و جاك مونكلار.
- رغبي باك  : كل خميس من الساعة 20:30 على بي إن سبورت 2، يقدمه رودولف بير ولويس بونري، ويتمحور البرنامج حول أخبار الرغبي بصفة عامة.

## الطاقم
| - الرئيس : ناصر الخليفي - المدير : فلوران أوزو - إمانويال بارث - دافيد بنعروس - كريم بناني - جيروم بيغو - إسماعيل بوعبدالله - بالعباس بوعزي - جوليان برون - ألكسندر كارييه - جوليان شابو - بنيامين شاروليه - كليمان شوفو - رينان شيدوتال - فريديريك شيفيه - أوليفييه كوكاتريكس - بنيامين دا سيلفا - فلوريان ديميز - توماس ديسون - كزافييه دوميرغ - فابيان دويلار - فلوران دولان - مارغيريت دومون - إتيان دوني - جون فرايرا | - رونان فراي - شارلوت غابا - فيليب جينين - فلوريان جينتون - كزافييه هامل - سمير حمودي - كريستوف جوس - فانيسا لو موانيي - تيبول لو رول - فلوران مارتان - توني ماسون - جان فرانسوا مورال - جان إروان مرسييه - سامويال أوليفييه - ماري باتروكس - سيلفان بيرو - رودولف بير - ماري بورتولانو - فرانسوا رابيييه - ريمي ريفيرشون - ألكسندر رويز - لوران سالفودون - جوني سيفيران - ماثيو سولييه - أنتونان توتي بيروش - دارين تولات - كزافييه فوسيون - باتيست فندرو - توماس فيلشاز | - إريك ميكود - إدوين جاكسون - جاك مونكلار - كريس سينغليتون - إبراهيم اسلوم | - صامويال إبوا - روبرت مالم - غريغوري بايزلي - جان بيير بابان - روبير بيريز - وليد ريغراوي - إريك روي - ميكائيل سيلفيستر - إبراهيم تيام - باتريك فييرا - فيليب غاردنت - بيريز ماتيسون - مارك انجيلو سوما - فرانسوا كزافييه أولات - لويس بونري - ديمتري ياشفيلي - فنسنت باريزي - جوليان كازار |

## روابط خارجية
- الموقع الرسمي نسخة محفوظة 2 نوفمبر 2013 على موقع واي باك مشين.